# 莫米冰山麓
莫米冰山麓（英語：Maumee Ice Piedmont）是南極洲的冰山麓，位於瑪麗伯德地的沃爾格林海岸，處於科勒冰川終點，美國地質調查局根據測量和美國海軍拍攝的空中照片繪入地圖，現時由南極條約體系管理。